# David Dawson
David Robert Dawson (nascido em 7 de setembro de 1982) é um ator inglês. Conhecido principalmente pelo seu papel como Rei Alfredo em The Last Kingdom , série produzida pela BBC Two e Netflix.

## Biografia
Nasceu em Widnes, Cheshire, Inglaterra. Seu irmão mais novo se chama, James Dawson. Na sua educação, frequentou a Fairfield High School e o Warrington Collegiate Institute. Enquanto estava na escola secundária, ele foi membro da Musketeer Theatre Company, onde interpretou Dogberry em Muito Barulho por Nada, de William Shakespeare, entre outros papéis.
Aos 17, ele escreveu uma peça chamada Divorced and Desperate (pt: Divorciada e Desesperada), que foi exibida no Queen's Hall Theatre, em Widnes, por três noites. Um ano depois, ele escreveu e estrelou a peça The Boy in the Bed (pt: O Menino na Cama), no Tower Theatre, em Islington, com apoio financeiro de Barbara Windsor e Julie Walters a quem ele havia escrito pedindo ajuda. O ator é gay declarado e mantém a sua vida pessoal e familiar reservada. 

## Carreira
Em 2002 foi aceito na RADA, deixando-a três anos depois e conquistou o seu primeiro papel profissional, como substituto de Kevin Spacey como o herói homônimo de Richard II de Shakespeare para Trevor Nunn.  
No teatro já atuou em vários papeis, entre eles, Smike na produção de 2007 de The Life and Adventures of Nicholas Nickleby, que fez ser indicado ao Laurence Olivier Award. 
Na televisão apareceu pela primeira vez, em Doc Martin como Wallace, onde tem uma carreira variada, incluindo papéis em Luther, Peaky Blinders, Ripper Street e Year of the Rabbit. Nos últimos anos, ele vem desempenhando personagens notáveis em filmes. O ator possui alguns trabalhos como narrador de audiolivros de diversos autores, recebendo ótimas avaliações.

## Teatro
| Ano  | Título                                     | Local                       | Personagem                        |
| ---- | ------------------------------------------ | --------------------------- | --------------------------------- |
| 2019 | Fairview (play)                            | Young Vic Theatre           | Mack                              |
| 2018 | Aristocrats (Brian Friel)                  | Donmar Warehouse            | Casimir                           |
| 2015 | The Dazzle                                 | Found111                    | Homer                             |
| 2014 | The Duchess of Malfi                       | Shakespeare's Globe         | Ferdinand                         |
| 2013 | The People of the Town                     | Gielgud Theatre             | Antoine                           |
| 2013 | The Vortex                                 | Rose Theatre Kingston       | Nicky Lancaster                   |
| 2011 | Luise Miller                               | Donmar Warehouse            | Hofmarschall von Kalb             |
| 2010 | Posh                                       | Royal Court                 | Hugo Fraser-Tyrwhitt              |
| 2009 | Comedians                                  | Lyric Theatre (Hammersmith) | Gethin Price                      |
| 2008 | Romeu e Julieta                            | Royal Shakespeare Company   | Romeu                             |
| 2007 | The Entertainer                            | The Old Vic                 | Frank Rice                        |
| 2007 | A Vida e as Aventuras de Nicholas Nickleby | UK Tour                     | Smike                             |
| 2006 | The Long And The Short And The Tall        | Sheffield Crucible          | Whittaker                         |
| 2005 | Richard II                                 | The Old Vic                 | O noivo / substituto para Richard |

## Televisão
| Ano       | Título                        | Personagem            |
| --------- | ----------------------------- | --------------------- |
| 2025      | Rei Lobo                      | Conde Vega (Voz)      |
| 2024      | This Town                     | Robbie Carmen         |
| 2023      | As Garotas em Chamas          | Aaron Marsh           |
| 2019      | Year of the Rabbit            | Joseph Merrick        |
| 2016      | The Secret Agent              | Vladimir              |
| 2016      | Maigret                       | Marcel Moncin         |
| 2015–2018 | The Last Kingdom              | Rei Alfredo, O Grande |
| 2015      | Banished                      | David Collins         |
| 2014      | The Smoke                     | Dom                   |
| 2013      | Peaky Blinders                | Roberts               |
| 2013      | The Borgias                   | The French Ambassador |
| 2013      | Dancing on the Edge           | D.I. Horton           |
| 2012–2015 | Ripper Street                 | Fred Best             |
| 2012      | Parade's End                  | Aranjuez              |
| 2012      | Henry IV, Part I and Part II  | Poins                 |
| 2012      | The Mystery of Edwin Drood    | Bazzard               |
| 2011      | Luther                        | Toby Kent             |
| 2010      | The Road to Coronation Street | Tony Warren           |
| 2009      | Secret Diary of a Call Girl   | Byron Seebohm         |
| 2009      | Gracie!                       | Harry Parr Davies     |
| 2007      | The Thick of It               | Affers                |
| 2007      | Damage                        | Tom Byrne             |
| 2005      | Doc Martin                    | Wallace               |

## Filmografia
| Ano  | Título                                          | Personagem        |
| ---- | ----------------------------------------------- | ----------------- |
| 2025 | The Flaw                                        | O Interrogador    |
| 2022 | My Policeman                                    | Patrick Hazlewood |
| 2022 | All The Old Knives                              | Owen Lassiter     |
| 2016 | The Complete Walk: Love's Labour's Lost (Curta) | Berowne           |
| 2009 | London Boulevard                                | Vendedor          |

## Rádio
| Ano  | Título                                 | Personagem    |
| ---- | -------------------------------------- | ------------- |
| 2013 | To Make the Plough Go Before the Horse | Esmé Stewart  |
| 2013 | Eugene Onegin                          | Eugene Onegin |

## Narrador-Audiolivros
| Lançamento    | Audiolivros               | Autor             |
| ------------- | ------------------------- | ----------------- |
| 2022-presente | Skandar (Best-seller)     | A. F. Steadman    |
| 2022          | Lifeling                  | Kirsty Applebaum  |
| 2022          | A Terrible Kindness       | Jo Browning Wroe  |
| 2021          | The Man Who Fell to Earth | Walter Tevis      |
| 2021          | The Inheritors            | William Golding   |
| 2018          | The Sparsholt Affair      | Alan Hollinghurst |

## Prêmios
| Ano  | Categoria               | Prêmio                  | Títulos                                            | Resultado |
| ---- | ----------------------- | ----------------------- | -------------------------------------------------- | --------- |
| 2010 | Melhor Ator Coadjuvante | WhatsOnStage Awards     | Comedians - Gethin Price                           | Indicado  |
| 2008 | Melhor Ator Revelação   | Laurence Olivier Awards | A Vida e as Aventuras de Nicholas Nickleby - Smike | Indicado  |

## Aclamação
Foi aclamado pela crítica por sua interpretação do escritor Tony Warren no drama da BBC Four, The Road to Coronation Street. Para o New Statesman, Rachel Cooke escreveu: "Acho que ele vai ser uma grande estrela. Quando ele está fazendo suas coisas, é difícil tirar os olhos dele." O Daily Express disse "É David Dawson e alguns diálogos perfeitamente julgados que trazem este drama à luz" enquanto Jane Simon do The Mirror o chamou de "absolutamente brilhante.” 
Bernard Cornwell, autor do Best-seller, As Crônicas Saxônicas, que foi adaptada na série The Last Kindgom: “E eu pensei que David Dawson o interpretou de forma absolutamente brilhante, foi uma atuação extraordinária. David, eu sei, gostava de fazer isso. Esse foi um dos prazeres da série, assistir David Dawson como Alfred." 